# Дев'ять (фільм)
«Дев'ять» (англ. Nine) — американський музичний фільм (мюзикл) 2009 року, за основу якого взято кінофільм Федеріко Фелліні «8½»

## Сюжет
Історія всесвітньо відомого режисера Гвідо Контіні (Деніел Дей-Льюїс), і його протистояння кризі середнього віку з властивими цьому періоду творчими та особистими проблемами. Він повинен постійно лавірувати серед багатьох жінок з його життя, серед яких дружина (Маріон Котіяр), коханка (Пенелопа Крус), муза його фільмів (Ніколь Кідман), художник по костюмах і за сумісництвом довірена особа (Джуді Денч), американська журналістка зі світу моди (Кейт Хадсон), повія з його юності (Ферджі) і навіть покійна мати (Софі Лорен).

## У фільмі знімалися
- Деніел Дей-Льюїс — Гвідо Контіні
- Маріон Котіяр — Луїза Контіні
- Пенелопа Крус — Карла
- Джуді Денч — Ліллі
- Ніколь Кідман — Клаудіа Дженссен
- Кейт Гадсон — Стефані
- Ферджі — Сараджіна
- Софі Лорен — Мати Контіні
- Еліо Джермано — П'єрпаоло
- Рікі Тогназзі — Данте
- Джузеппе Спіталері — молодий Гвідо Контіні
- Валеріо Мастандреа — Де Россі
- Енді Пессоа — Італійський хлопець